# Wahlkreis Nord X
Der Wahlkreis Nord X ist seit 1958 ein Wahlkreis (französisch circonscription électorale) für die französische Nationalversammlung.

## Von 1986 bis 2010

### Wahlkreisgebiet
Gesetz vom 24. November 1986 – Der Wahlkreis umfasst 3 Kantone: Armentières, La Bassée und Lomme.

### Ergebnisse

#### Parlamentswahl 1997
| Kandidaten                                      | Kandidaten                  | Parteien                                                                   | 1. Wahlgang | 1. Wahlgang | 2. Wahlgang | 2. Wahlgang |
| Kandidaten                                      | Kandidaten                  | Parteien                                                                   | Stimmen     | %           | Stimmen     | %           |
| ----------------------------------------------- | --------------------------- | -------------------------------------------------------------------------- | ----------- | ----------- | ----------- | ----------- |
|                                                 | Jean-Pierre Balduyckgewählt | SOC – Parti socialiste                                                     | 13.532      | 29,6        | 20.991      | 42,5        |
|                                                 | Christian Vanneste          | RPR – Rassemblement pour la République                                     | 12.194      | 26,7        | 18.733      | 38,0        |
|                                                 | Christian Baeckeroot        | FN – Front national                                                        | 11.496      | 25,2        | 9.610       | 19,5        |
|                                                 | Dominique de Clercq-Danel   | COM – Parti communiste français                                            | 2.750       | 6,0         |             |             |
|                                                 | Bruno Vargiu                | EXG – Lutte Ouvrière                                                       | 1.380       | 3,0         |             |             |
|                                                 | Patrick Beeusart            | ECO – Génération Écologie                                                  | 1.260       | 2,8         |             |             |
|                                                 | Patrice Desrumeaux          | DVD – La Droite indépendante (Centre national des indépendants et paysans) | 1.061       | 2,3         |             |             |
|                                                 | Colette Hagard              | DIV – Les nouveaux écologistes du rassemblement nature et animaux          | 946         | 2,1         |             |             |
|                                                 | Farid Zighem                | DVG – Unabh.                                                               | 522         | 1,1         |             |             |
|                                                 | Pierre Bouchery             | DIV – Union pour la semaine de 4 jours                                     | 469         | 1,0         |             |             |
|                                                 | René Giot                   | DVD – Unabh.                                                               | 95          | 0,2         |             |             |
| Gesamt                                          | Gesamt                      | Gesamt                                                                     | 45.705      | 100         | 49.334      | 100         |
|                                                 |                             |                                                                            |             |             |             |             |
| Ungültige Stimmen                               | Ungültige Stimmen           | Ungültige Stimmen                                                          | 2.086       | 4,4         | 1.559       | 3,1         |
| Wähler                                          | Wähler                      | Wähler                                                                     | 47.791      | 67,4        | 50.893      | 71,8        |
| Wahlberechtigte                                 | Wahlberechtigte             | Wahlberechtigte                                                            | 70.855      |             | 70.855      |             |
|                                                 |                             |                                                                            |             |             |             |             |
| Quellen: Innenministerium – Assemblée nationale |                             |                                                                            |             |             |             |             |

#### Parlamentswahl 2002
| Kandidaten                                     | Kandidaten                | Parteien                                                         | 1. Wahlgang | 1. Wahlgang | 2. Wahlgang | 2. Wahlgang |
| Kandidaten                                     | Kandidaten                | Parteien                                                         | Stimmen     | %           | Stimmen     | %           |
| ---------------------------------------------- | ------------------------- | ---------------------------------------------------------------- | ----------- | ----------- | ----------- | ----------- |
|                                                | Christian Vannestegewählt | UMP – Union pour la majorité présidentielle                      | 13.503      | 32,4        | 21.806      | 56,4        |
|                                                | Jean-Pierre Balduyck      | SOC – Parti socialiste/Parti radical de gauche (PS)              | 13.368      | 32,1        | 16.852      | 43,6        |
|                                                | Christian Baeckeroot      | FN – Front national                                              | 8.217       | 19,7        |             |             |
|                                                | Catherine Bacon           | UDF – Union pour la démocratie française                         | 2.837       | 6,8         |             |             |
|                                                | Simone Scharly            | VEC – Les Verts                                                  | 765         | 1,8         |             |             |
|                                                | Philippe Clouet           | LO – Lutte Ouvrière                                              | 708         | 1,7         |             |             |
|                                                | Colette Hagard            | DIV – Parti pour la défense des animaux                          | 633         | 1,5         |             |             |
|                                                | Daniele Skiljan           | LCR – Ligue communiste révolutionnaire                           | 437         | 1,0         |             |             |
|                                                | Annie Delobel             | MNR – Mouvement national républicain                             | 291         | 0,7         |             |             |
|                                                | Marcelle Maes             | PREP – Pôle républicain                                          | 284         | 0,7         |             |             |
|                                                | Dominique Willemyns       | ECO – Mouvement écologiste indépendant                           | 261         | 0,6         |             |             |
|                                                | Myriam Duriez             | CPNT – Chasse, pêche, nature et traditions                       | 213         | 0,5         |             |             |
|                                                | Nathalie Willemetz        | EXG – Solidarité, écologie, gauche alternative (Les Alternatifs) | 162         | 0,4         |             |             |
|                                                | Michèle Nollet            | COM – Parti communiste français                                  | 23          | 0,1         |             |             |
|                                                | Nicole Turmel             | ECO – Candidat non classé                                        | 0           | 0,0         |             |             |
| Gesamt                                         | Gesamt                    | Gesamt                                                           | 41.702      | 100         | 38.658      | 100         |
|                                                |                           |                                                                  |             |             |             |             |
| Ungültige Stimmen                              | Ungültige Stimmen         | Ungültige Stimmen                                                | 761         | 1,8         | 1.557       | 3,9         |
| Wähler                                         | Wähler                    | Wähler                                                           | 42.463      | 57,6        | 40.215      | 54,3        |
| Wahlberechtigte                                | Wahlberechtigte           | Wahlberechtigte                                                  | 73.773      |             | 74.073      |             |
|                                                |                           |                                                                  |             |             |             |             |
| Quellen: Innenministerium, Ergebnis – Parteien |                           |                                                                  |             |             |             |             |

#### Parlamentswahl 2007
| Kandidaten               | Kandidaten                | Parteien                                                      | 1. Wahlgang | 1. Wahlgang | 2. Wahlgang | 2. Wahlgang |
| Kandidaten               | Kandidaten                | Parteien                                                      | Stimmen     | %           | Stimmen     | %           |
| ------------------------ | ------------------------- | ------------------------------------------------------------- | ----------- | ----------- | ----------- | ----------- |
|                          | Christian Vannestegewählt | DVD – Union pour un mouvement populaire / CNIP (UMP)          | 18.058      | 46,3        | 21.720      | 58,6        |
|                          | Najat Azmy                | SOC – Parti socialiste                                        | 8.235       | 21,1        | 15.367      | 41,4        |
|                          | Marie-Paule Heible        | UDFD – Union pour la démocratie française/Mouvement démocrate | 3.560       | 9,1         |             |             |
|                          | Christian Baeckeroot      | FN – Front national                                           | 3.199       | 8,2         |             |             |
|                          | Alain Lambre              | COM – Parti communiste français                               | 1.424       | 3,6         |             |             |
|                          | Bernard Despierre         | VEC – Les Verts                                               | 1.354       | 3,5         |             |             |
|                          | Yann Merlevède            | EXG – Ligue communiste révolutionnaire                        | 1.103       | 2,8         |             |             |
|                          | Régis Debliqui            | EXG – Lutte Ouvrière                                          | 736         | 1,9         |             |             |
|                          | Laurence Hernoult         | ECO – Le Trèfle – Les nouveaux écologistes                    | 546         | 1,4         |             |             |
|                          | David Legauffre           | EXD – MNR – Alliance patriotique                              | 307         | 0,8         |             |             |
|                          | Pascale Risbourg          | DVG – Mouvement républicain et citoyen                        | 259         | 0,7         |             |             |
|                          | Simina Cirjean            | DIV – Unabh.                                                  | 255         | 0,7         |             |             |
| Gesamt                   | Gesamt                    | Gesamt                                                        | 39.036      | 100         | 37.087      | 100         |
|                          |                           |                                                               |             |             |             |             |
| Ungültige Stimmen        | Ungültige Stimmen         | Ungültige Stimmen                                             | 1.008       | 2,5         | 1.862       | 4,8         |
| Wähler                   | Wähler                    | Wähler                                                        | 40.044      | 51,1        | 38.949      | 49,7        |
| Wahlberechtigte          | Wahlberechtigte           | Wahlberechtigte                                               | 78.409      |             | 78.409      |             |
|                          |                           |                                                               |             |             |             |             |
| Quelle: Innenministerium |                           |                                                               |             |             |             |             |

## Seit 2010

### Wahlkreisgebiet
- Découpage électoral: Ordonnanz n° 2009-935 vom 29. Juli 2009[2] (Ratifikation: Gesetz n° 2010-165 vom 23. Februar 2010[3]) – Keine territorialen Änderungen.
- Redécoupage cantonal: Dekret vom 17. Februar 2014.[4]

### Ergebnisse

#### Parlamentswahl 2012
| Kandidaten               | Kandidaten                | Parteien                                                                              | 1. Wahlgang | 1. Wahlgang | 2. Wahlgang | 2. Wahlgang |
| Kandidaten               | Kandidaten                | Parteien                                                                              | Stimmen     | %           | Stimmen     | %           |
| ------------------------ | ------------------------- | ------------------------------------------------------------------------------------- | ----------- | ----------- | ----------- | ----------- |
|                          | Gérald Darmaningewählt    | UMP – Union pour un mouvement populaire                                               | 9.355       | 24,9        | 19.585      | 54,9        |
|                          | Zina Dahmani              | SOC – Parti socialiste                                                                | 11.550      | 30,8        | 16.100      | 45,1        |
|                          | Jean-Richard Sulzer       | FN – Front national                                                                   | 6.780       | 18,1        |             |             |
|                          | Christian Vanneste        | DVD – Rassemblement pour la France                                                    | 4.922       | 13,1        |             |             |
|                          | Dominique de Clercq Danel | FG – Front de gauche (Parti communiste français)                                      | 1.651       | 4,4         |             |             |
|                          | Frédéric Lefebvre         | CEN – Mouvement démocrate                                                             | 947         | 2,5         |             |             |
|                          | Bernard Despierre         | VEC – Europe Écologie Les Verts                                                       | 908         | 2,4         |             |             |
|                          | Maurice Hernoult          | ECO – Le Trèfle – Les nouveaux écologistes / Mouvement hommes animaux nature (LT-LNÉ) | 403         | 1,1         |             |             |
|                          | Christophe Charlon        | EXG – Lutte Ouvrière                                                                  | 315         | 0,8         |             |             |
|                          | Ahmed Cheurfi             | DVG – Unabh.                                                                          | 250         | 0,7         |             |             |
|                          | Marie-Simone Poublon      | DVG – Unabh.                                                                          | 161         | 0,4         |             |             |
|                          | Philippe Clouet           | EXG – Nouveau Parti anticapitaliste                                                   | 159         | 0,4         |             |             |
|                          | Oueb Leuchi               | AUT – Alliance écologiste indépendante                                                | 131         | 0,3         |             |             |
| Gesamt                   | Gesamt                    | Gesamt                                                                                | 37.532      | 100         | 35.685      | 100         |
|                          |                           |                                                                                       |             |             |             |             |
| Ungültige Stimmen        | Ungültige Stimmen         | Ungültige Stimmen                                                                     | 609         | 1,6         | 1.627       | 4,4         |
| Wähler                   | Wähler                    | Wähler                                                                                | 38.141      | 47,5        | 37.312      | 46,4        |
| Wahlberechtigte          | Wahlberechtigte           | Wahlberechtigte                                                                       | 80.361      |             | 80.361      |             |
|                          |                           |                                                                                       |             |             |             |             |
| Quelle: Innenministerium |                           |                                                                                       |             |             |             |             |

#### Nachwahl 2016
Die Wahl fand am 13. und 20. März statt.
| Kandidaten               | Kandidaten            | Parteien                               | 1. Wahlgang | 1. Wahlgang | 2. Wahlgang | 2. Wahlgang |
| Kandidaten               | Kandidaten            | Parteien                               | Stimmen     | %           | Stimmen     | %           |
| ------------------------ | --------------------- | -------------------------------------- | ----------- | ----------- | ----------- | ----------- |
|                          | Vincent Ledouxgewählt | LR – Les Républicains                  | 8.080       | 46,8        | 11.340      | 67,9        |
|                          | Virginie Rosez        | FN – Front national                    | 4.350       | 25,2        | 5.355       | 32,1        |
|                          | Alain Mezrag          | SOC – Parti socialiste                 | 1.939       | 11,2        |             |             |
|                          | Olivier Descamps      | VEC – Europe Écologie Les Verts        | 1.018       | 5,9         |             |             |
|                          | Thierry Combas        | COM – Parti communiste français        | 880         | 5,1         |             |             |
|                          | Christophe Charlon    | EXG – Lutte Ouvrière                   | 511         | 3,0         |             |             |
|                          | Nicolas Rousseaux     | DVD – Unabh.                           | 257         | 1,5         |             |             |
|                          | Guillaume Haelters    | DVG – Mouvement républicain et citoyen | 214         | 1,2         |             |             |
| Gesamt                   | Gesamt                | Gesamt                                 | 17.249      | 100         | 16.695      | 100         |
|                          |                       |                                        |             |             |             |             |
| Ungültige Stimmen        | Ungültige Stimmen     | Ungültige Stimmen                      | 632         | 3,5         | 1.434       | 7,9         |
| Wähler                   | Wähler                | Wähler                                 | 17.881      | 21,7        | 18.129      | 22,0        |
| Wahlberechtigte          | Wahlberechtigte       | Wahlberechtigte                        | 82.417      |             | 82.417      |             |
|                          |                       |                                        |             |             |             |             |
| Quelle: Innenministerium |                       |                                        |             |             |             |             |

#### Parlamentswahl 2017
| Kandidaten               | Kandidaten            | Parteien                                                 | 1. Wahlgang | 1. Wahlgang | 2. Wahlgang | 2. Wahlgang |
| Kandidaten               | Kandidaten            | Parteien                                                 | Stimmen     | %           | Stimmen     | %           |
| ------------------------ | --------------------- | -------------------------------------------------------- | ----------- | ----------- | ----------- | ----------- |
|                          | Vincent Ledouxgewählt | LR – Les Républicains                                    | 8.385       | 26,9        | 13.168      | 55,9        |
|                          | Sophie Taïeb          | REM – La République en marche                            | 8.335       | 26,8        | 10.374      | 44,1        |
|                          | Virginie Rosez        | FN – Front national                                      | 5.734       | 18,4        |             |             |
|                          | Adélie Cormont        | FI – La France insoumise                                 | 3.886       | 12,5        |             |             |
|                          | Yasmina Chigri        | SOC – Parti socialiste                                   | 1.581       | 5,1         |             |             |
|                          | Olivier Descamps      | ECO – Europe Écologie Les Verts                          | 1.064       | 3,4         |             |             |
|                          | Jocelyne Lefebvre     | COM – Parti communiste français                          | 487         | 1,6         |             |             |
|                          | Frédéric Debruyne     | DLF – Debout la France                                   | 444         | 1,4         |             |             |
|                          | Christian Baeckeroot  | EXD – Union des patriotes (Parti de la France)           | 428         | 1,4         |             |             |
|                          | Christophe Charlon    | EXG – Lutte Ouvrière                                     | 294         | 0,9         |             |             |
|                          | Oueb Leuchi           | ECO – Mouvement 100 % (Alliance écologiste indépendante) | 230         | 0,7         |             |             |
|                          | Olivier Durnez        | DIV – Union populaire républicaine                       | 163         | 0,5         |             |             |
|                          | Bernard Dujardin      | DVD – Unabh.                                             | 77          | 0,2         |             |             |
|                          | Léa Deturche          | DIV – Unabh.                                             | 31          | 0,1         |             |             |
| Gesamt                   | Gesamt                | Gesamt                                                   | 31.139      | 100         | 23.542      | 100         |
|                          |                       |                                                          |             |             |             |             |
| Leere Stimmzettel        | Leere Stimmzettel     | Leere Stimmzettel                                        | 443         | 1,4         | 1.989       | 7,5         |
| Ungültige Stimmzettel    | Ungültige Stimmzettel | Ungültige Stimmzettel                                    | 191         | 0,6         | 952         | 3,6         |
| Wähler                   | Wähler                | Wähler                                                   | 31.773      | 38,7        | 26.483      | 32,3        |
| Wahlberechtigte          | Wahlberechtigte       | Wahlberechtigte                                          | 82.008      |             | 82.008      |             |
|                          |                       |                                                          |             |             |             |             |
| Quelle: Innenministerium |                       |                                                          |             |             |             |             |

#### Parlamentswahl 2022
| Kandidaten               | Kandidaten             | Parteien                                                                                    | 1. Wahlgang | 1. Wahlgang | 2. Wahlgang | 2. Wahlgang |
| Kandidaten               | Kandidaten             | Parteien                                                                                    | Stimmen     | %           | Stimmen     | %           |
| ------------------------ | ---------------------- | ------------------------------------------------------------------------------------------- | ----------- | ----------- | ----------- | ----------- |
|                          | Gérald Darmaningewählt | ENS – Ensemble ! (La République en marche)                                                  | 11.950      | 39,1        | 16.193      | 57,5        |
|                          | Leslie Mortreux        | NUP – Nouvelle union populaire écologique et sociale (Révolution écologique pour le vivant) | 7.059       | 23,1        | 11.957      | 42,5        |
|                          | Mélanie d’Hont         | RN – Rassemblement National                                                                 | 6.709       | 21,9        |             |             |
|                          | Louis Bleuzé           | REC – Reconquête                                                                            | 1.035       | 3,4         |             |             |
|                          | Jérôme Garcia          | LR – Les Républicains                                                                       | 934         | 3,1         |             |             |
|                          | Oueb Leuchi            | ECO – Écologie au centre                                                                    | 915         | 3,0         |             |             |
|                          | Romain Van Gansen      | ECO – Parti animaliste                                                                      | 794         | 2,6         |             |             |
|                          | Christophe Charlon     | DXG – Lutte Ouvrière                                                                        | 483         | 1,6         |             |             |
|                          | Valérie Dumortier      | DSV – Les Patriotes                                                                         | 390         | 1,3         |             |             |
|                          | Marcelin Brazon        | DVD – Résistons !                                                                           | 310         | 1,0         |             |             |
| Gesamt                   | Gesamt                 | Gesamt                                                                                      | 30.579      | 100         | 28.150      | 100         |
|                          |                        |                                                                                             |             |             |             |             |
| Leere Stimmzettel        | Leere Stimmzettel      | Leere Stimmzettel                                                                           | 501         | 1,6         | 1.476       | 4,9         |
| Ungültige Stimmzettel    | Ungültige Stimmzettel  | Ungültige Stimmzettel                                                                       | 177         | 0,6         | 659         | 2,2         |
| Wähler                   | Wähler                 | Wähler                                                                                      | 31.257      | 38,0        | 30.285      | 36,8        |
| Wahlberechtigte          | Wahlberechtigte        | Wahlberechtigte                                                                             | 82.222      |             | 82.250      |             |
|                          |                        |                                                                                             |             |             |             |             |
| Quelle: Innenministerium |                        |                                                                                             |             |             |             |             |

#### Parlamentswahl 2024
| Kandidaten               | Kandidaten               | Parteien                                           | 1. Wahlgang | 1. Wahlgang | 2. Wahlgang | 2. Wahlgang |
| Kandidaten               | Kandidaten               | Parteien                                           | Stimmen     | %           | Stimmen     | %           |
| ------------------------ | ------------------------ | -------------------------------------------------- | ----------- | ----------- | ----------- | ----------- |
|                          | Gérald Darmaningewählt   | ENS – Ensemble pour la République (Renaissance)    | 17.512      | 36,0        | 28.603      | 61,4        |
|                          | Bastien Verbrugghe       | RN – Rassemblement National                        | 16.675      | 34,3        | 18.001      | 38,6        |
|                          | Leslie Mortreux          | UG – Nouveau Front populaire (La France insoumise) | 12.065      | 24,8        | –           | –           |
|                          | Jérôme Garcia            | DVD – Les Républicains                             | 1.447       | 3,0         |             |             |
|                          | Christophe Charlon       | EXG – Lutte Ouvrière                               | 535         | 1,1         |             |             |
|                          | Gustave Viguie-Desplaces | REC – Reconquête                                   | 249         | 0,5         |             |             |
|                          | Marcellin Brazon         | DVD – Résistons !                                  | 118         | 0,2         |             |             |
| Gesamt                   | Gesamt                   | Gesamt                                             | 48.601      | 100         | 46.604      | 100         |
|                          |                          |                                                    |             |             |             |             |
| Leere Stimmzettel        | Leere Stimmzettel        | Leere Stimmzettel                                  | 814         | 1,6         | 1.719       | 3,5         |
| Ungültige Stimmzettel    | Ungültige Stimmzettel    | Ungültige Stimmzettel                              | 276         | 0,6         | 593         | 1,2         |
| Wähler                   | Wähler                   | Wähler                                             | 49.691      | 59,7        | 48.916      | 58,8        |
| Wahlberechtigte          | Wahlberechtigte          | Wahlberechtigte                                    | 83.192      |             | 83.225      |             |
|                          |                          |                                                    |             |             |             |             |
| Quelle: Innenministerium |                          |                                                    |             |             |             |             |